# Новокаховский электромеханический завод
ТПО «Новокаховский электромеханический завод» (укр. Новокаховський електромеханічний завод) — промышленное предприятие в городе Новая Каховка Херсонской области.

## История

### 1955—1991
Строительство предприятия началось в 1955 году в соответствии с пятым пятилетним планом развития народного хозяйства СССР, в 1957 году завод был введён в эксплуатацию и начал выпуск продукции.
В 1965 году завод начал производить несколько типов электродвигателей, имевшие электрические параметры на уровне лучших мировых образцов.
За первые десять лет деятельности (1957—1967 годы) завод изготовил 1,2 млн электродвигателей и 2 тыс. крупных электромашин. За производственные достижения, в 1967 году заводу было присвоено почётное наименование: «имени 50-летия Великой Октябрьской социалистической революции».
В начале 1970-х годов в Новой Каховке была открыта водноспортивная станция, которая находилась на балансе предприятия.
20 апреля 1971 года наладчик ремонтно-механического цеха завода Т. Н. Писня стал Героем Социалистического Труда.
По состоянию на начало 1982 года завод специализировался на производстве промышленных электродвигателей мощностью от 1 до 3,5 МВт для предприятий различных отраслей экономики, которые использовались на всей территории СССР и экспортировались в несколько десятков стран мира. Основной продукцией в это время являлись двигатели типа 4А285 и 4А250 для кормоприготовительной техники на животноводческих фермах. Кроме того, завод выпускал потребительские товары.
Но состоянию на начало 1983 года, выпускаемые заводом электродвигатели пользовались большим спросом и экспортировались в 39 стран мира, в том числе в Англию, Францию и Японию.
В советское время Новокаховский электромашиностроительный завод имени 50-летия Великой Октябрьской социалистической революции входил в число ведущих предприятий города, на балансе завода находились объекты социальной инфраструктуры.
Подготовку кадров для завода осуществлял открытый в 1958 году Новокаховский электромеханический техникум.

### После 1991
После провозглашения независимости Украины завод перешёл в ведение министерства машиностроения, военно-промышленного комплекса и конверсии Украины. В мае 1995 года Кабинет министров Украины включил Новокаховский электромашиностроительный завод в перечень предприятий, подлежащих приватизации в течение 1995 года, после чего государственное предприятие было преобразовано в открытое акционерное общество «Южный электромашиностроительный завод» (ОАО «Южэлектромаш»).
В феврале 2001 года началась санация предприятия.
В 2004 году завод изготовил 41 380 электродвигателей, 128 генераторов, 233 шахтных вентиляторов и закончил 2004 год с убытком 11,868 млн. гривен.
2005 год «Южэлектромаш» закончил с убытком 31,09 млн гривен.
По состоянию на 2006 год, завод имел возможность производить электродвигатели переменного тока общего назначения ВВО 63-460, взрывозащищенные двигатели для газовой промышленности, а также шахтные вентиляторы и генераторы.
В 2007 году водноспортивная станция была снята с баланса завода и продана.
25 июля 2007 года Фонд государственного имущества Украины принял решение о продаже находившегося в государственной собственности контрольного пакета (75,01 % акций) предприятия за 19 млн гривен. Акции за 19,2 млн гривен купил концерн «Росэнергомаш», который принял решение инвестировать 5 млн долларов США в реорганизацию завода. В дальнейшем, завод должен был специализироваться на выпуске и сервисном обслуживании широкой линейки синхронных и асинхронных электродвигателей переменного тока мощностью до 5 МВт в общепромышленном и взрывозащищенном исполнении.
Начавшийся в 2008 году экономический кризис осложнил положение предприятия, 2008 год завод завершил с убытком 12,069 млн гривен. 21 августа 2009 года хозяйственный суд Херсонской области на основании заявления ООО «Энергомаш-Инвест» (Киев) возбудил дело о банкротстве завода.
По состоянию на начало 2013 года, завод входил в число крупнейших действующих предприятий города и специализировался на производстве электрических двигателей и генераторов переменного тока.
После ликвидации в 2013 году признанного банкротом завода «Южэлектромаш», на базе предприятия было создано общество с ограниченной ответственностью Новокаховский электромеханический завод (НКЭМЗ), которому перешла часть активов завода «Южэлектромаш».
В 2015 году положение завода осложнилось, 24 июля 2015 года хозяйственный суд Херсонской области начал рассмотрение дело о банкротстве предприятия.
По состоянию на начало 2016 года, численность работников предприятия составляла 295 человек.
В дальнейшем, завод был реорганизован в ТПО «Новокаховский электромеханический завод».